# Amy Benedict
Amy Benedict (Columbia (Missouri), 16 juli 1964) is een Amerikaans actrice.

## Biografie
Benedict heeft gestudeerd aan de Northwestern-universiteit in Illinois.
Benedict is getrouwd. Benedict is de oudere zus van acteur Rob Benedict.

## Filmografie

### Films
Uitgezonderd korte films.
- 2023 Remy & Arletta - als Eilene
- 2021 Clairevoyant - als Eliza
- 2013 The Trials of Cate McCall - als advocate
- 2009 Acts of Mercy – als Anne
- 2006 The Dead Girl – als snoepwinkel moeder
- 2002 Would I Lie to You – als Sheila
- 2002 Blue Car – als serveerster
- 2001 Early Bird Special – als verpleegster
- 1992 Sneakers – als NSA agente Mary
- 1992 Quicksand: No Escape – als Ginger
- 1986 One More Saturday Night – als meisje van Mouse

### Televisieseries
Uitgezonderd eenmalige gastrollen.
- 2013 Zach Stone Is Gonna Be Famous – als moeder van Amy – 3 afl.
- 1987-1988 Thirtysomething – als Amy – 3 afl.
- 1987-1988 Mama's Family – als Amy Johnson – 2 afl.